# San Luis Potosí
San Luis Potosí är en av Mexikos delstater och är belägen i den centrala delen av landet. Den har 2 461 624 invånare (2007) på en yta av 63 068 km². Administrativ huvudort är staden San Luis Potosí. Andra stora städer är Ciudad Valles och Soledad de Graciano Sánchez.